# Bundesautobahn 102
Pour les articles homonymes, voir A102.
La Bundesautobahn 102 était le nom du projet de Bundesautobahn à Berlin.

## Histoire
Selon la planification originale sous le nom d'Osttangente Süd dans le plan d'aménagement de Berlin de 1965, l'A 102, nommée plus tard ainsi, devait bifurquer de Hasenheide au niveau de la Fichtestrße et traverser le jardin public jusqu'à la rue Columbiadamm et franchir au niveau du centre nautique de Neukölln. L'ancien aéroport de Tempelhof aurait été contourné par l'est et l'A 102 aurait atteint l'échangeur autoroutier de Tempelhof. Au sud, l'A 102 aurait traversé le canal de Teltow et était censée suivre la limite actuelle du district vers le sud et mener à Mohriner Allee à travers le Britzer Garten (en partie dans le tunnel) jusqu'à Marienfelder Chaussee.
D'autres plans prévoyaient la poursuite des constructions au sud jusqu'au Berlin Süd-Ring (Bundesautobahn 10) à l'intersection de Rangsdorf. Au nord, l'A 102 devait passer par l'Urbanstraße jusqu'à l'Oranienplatz, où une intersection avec la tangente sud (projet de la Bundesautobahn 106) devait être créée. L'autoroute aurait conduit par l'Engelbecken et la Michaelkirchstraße jusqu'à la Platz der Vereinten Nationen, où une intersection avec la Bundesautobahn 107 était prévue. Le Nordring A 100 aurait été atteint par le Parc Ernst-Thälmann au carrefour de Prenzlauer Berg, puis aurait rencontré la Bundesautobahn 114 à Pankow.